# BSA .260 M1922
El BSA .260 M1922 fue un fusil de cacería británico basado en el fusil M1917 Enfield por la compañía Birmingham Small Arms.

## Historia
Los británicos desarrollaron un fusil de calibre 7 mm antes de la Primera Guerra Mundial. Éste se convirtió en el Pattern 1914 de 7,70 mm y fue eventualmente adaptado por los fabricantes estadounidenses para emplear el cartucho .30-06 Springfield y adoptado por el Ejército de los Estados Unidos bajo el nombre de M1917 Enfield. A finales de 1918, cuando Remington redujo la producción a niveles de tiempo de paz, disponía de un vasto almacén de piezas sobrantes. Por algún motivo, la firma británica Birmingham Small Arms (B.S.A.) decidió producir un fusil de cacería basado en componentes del M1917 Enfield que, presumiblemente, la compañía adquirió como sobrantes en Estados Unidos. También diseñó un cartucho apto para este fusil -el .260 Nitro Express, con casquillo sin pestaña y una bala de 6,6 mm- que era un .375 Holland & Holland Magnum acortado y agolletado a 6,6 mm, y que disparaba una bala de 110 granos (7,1 g) a 945 m/s, ofreciendo un nivel de desempeño en buena medida desperdiciado en un fusil que no usaba mira telescópica.